# Карл-Фрідріх Баденський
Карл-Фрідріх (нім. Karl Friedrich von Baden; 22 листопада 1728 — 10 червня 1811) — 1-й великий герцог Баденський (1806—1811). Протягом свого правління став першим за багато століть єдиним маркграфом Бадену, першим і останнім курфюрстом Баденським. Збільшим свої володіння з 1631 км² до 14 622 км². Мав девіз «Поміркований та розсудливий».

## Біографія

### Молоді роки
Походив з династії Церінгенів. Старший син ербпринца Фрідріха Баден-Дурласького та Амалії Нассау-Діц. Народився 1728 року в Карлсруе. 1732 року помирає батько. 1738 року після смерті діда Карла III Вільгельма стає новим маркграфом під ім'ям Карл IV Фрідріх.
Через малий вік вирішено було призначено регента. З огляду на психічну хворобу матері опіку над малим маркграфом взяла бабуся Магдалена Вільгельміна Вюртемберзька, яка опікувалася вихованням та освітою. Управління державою перейняв стрийко принц Карл-Август Баден-Дурласький. Вищу освіту Карл IV Фрідріх здобував в 1743—1745 роках в Лозаннському університеті (Швейцарія). В 1745—1746 роках подорожував Францією та Республікою Об'єднаних провінцій Нідерландів.

### Маркграф
1746 року відповідно до імператорської декларації вступив у права маркграфа. Спочатку значний час проводив урозвагах, дозволивши стрийку Карлу августуурядувати надалі. 1747 року мандрував до Амстердаму і Гааги, а звідти до Лондону. З 1749 року став опікуватися влаштуванням свого шлюбу. 1750 року подорожував Італією.
1751 року одружився з представницею Гессенського дому. З цього часу під впливом дружини став опікуватися розвитком Баден-Дурлаху. Багато зробив для розвитку шкільної та університетської освіти, судової справи, комерції, культури, проведення шляхів та будування мостів. 1767 року своїм наказом скасував тортури. Того ж року за ініціативи маркграфа в м. Пфорцгайм було відкрито школи з навчання ювелірів та годинникарів.
1771 року після згасання Бернгардської лінії Церінгенів успадкував маркграфство Баден-Баден. Тим самим з 1515 року вперше об'єднав Баден в єдину державу.
З 1780 року наказав розводити виноград сорту гутедель для розвитку винарства. 1783 року Карлом IV Фрідріхом було скасовано кріпацтво в Бадені. В тому ж році помирає його дружина. 1787 року одружився вдруге.
1792 року долучився до Першої антифранцузької коаліції. Втім участь в ній суттєво підірвало військові сили та економіку. Деякі області Бадену було сплюндровано. Зрештою 1796 року Карл IV Фрідріх вимушений був укласти з Францією мирний договір, погодившись виплатити чималу контрибуцію. Хоча Баден військово не брав участь у Другій антифранцузькій коаліції, проте став місцем бойових дій, а Карл IV Фрідріх надавав фактичну підтримку Австрії. Наслідком було нове плюндрування французами.

### Великий герцог
З 1801 року остаточно переходить на Наполеона Бонапарта. 1803 року після проведення медіатизації в Німеччині отримав титул курфюрства. Також Бадену було передано низку церковних та лицарських володінь, округ Гайдельберг. Тут відновив роботу місцевого університету, який 1805 року додав до своєї назви ім'я Карла.
1805 року спрямував війська до складу армії Наполеона I під час війни третьої коаліції. Того ж року відповідно до Пресбурзького миру Бадену було передано австрійські володіння Брейзгау і Ортенау.
1806 року курфюрст отримав правобережні частини Пфальцу та частини єпископств Констанц, Базель, Страсбург і Шпейєр, значну частину князівства Фюрстенберг. Водночас Карл Фрідріх стає великим герцогом Баденським. Як союзник Франції увійшов до Рейнського союзу. Союз з Францією було закріплено шлюбом онука і спадкоємця Карла Фрідріха — Карла з небогою французької імператриці Жозефіни — Стефанією Богарне.
Було проведено військову реформу за французьким зразком, зокрема розширено доступ середніх станів до офіцерських посад. В результаті баденська армія стала однією з найбоєздатніших. Баденський корпус відзначився у битвах війн четвертої та п'ятої коаліцій протягом 1806—1809 років. За результатами Шенбруннського миру 1809 року Баден здобув цілковий суверенітет.
Разом з тим сам великийгерцог опікувався відновлення господарства Бадену. При цьому уклав численнідоговори з сусідами, які ліквідували анклави в середині Бадену. Помер Карл Фрідріх 1811 року. Йому спадкував онук Карл.

## Родина
1 Дружина — Кароліна Луїза, донька Людвіг VIII, ландграфа Гессен-Дармштадту
Діти:
- Карл Людвіг (1755—1801), курпринц Бадену
- Фрідріх (1756—1817)
- Людвіг (1763—1830), 3-й великий герцог Баденський в 1818—1830 роках
- син (1764)
- Луїза (1767)

2 Дружина — Луїза Кароліна Гаєр фон Гаєрсберг, донька барона Людвіга Генріха Філіппа фон Гаєрсберга
Діти:
- Леопольд (1790—1852), 4-й великий герцог Баденський в 1830—1852 роках
- Вільгельм (1792—1859), очільник баденської бригади у Великій армії Наполеона I
- Фрідріх Олександр (1793)
- Амалія (1795—1869), дружина князя Карла Егона II фон Фюрстенберга
- Максиміліан (1796—1882)

1 бастард